# Cine de Colombia

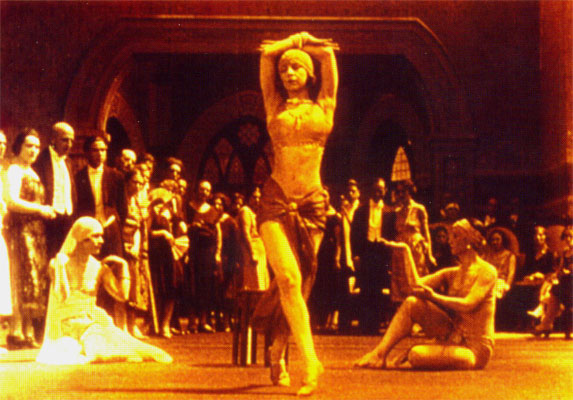
Fotograma de la película Garras de oro (1926).

El término cine de Colombia o cine colombiano se refiere a las producciones cinematográficas realizadas en Colombia o consideradas colombianas por otras razones. El cine colombiano, como cualquier cine nacional, es un proceso histórico con una dimensión industrial y artística.
El cine colombiano no ha logrado ser rentable como industria a lo largo de su historia, lo que ha impedido que exista continuidad en la producción y en el empleo de realizadores y técnicos. Durante las primeras décadas del siglo XX existieron algunas compañías que intentaron mantener un nivel constante de producción, pero la falta de apoyo económico y la fuerte competencia extranjera terminaron por malograr las iniciativas. En los años ochenta, la recién creada Compañía de Fomento Cinematográfico (FOCINE) de carácter estatal, permitió que se realizaran algunas producciones. Sin embargo, la compañía tuvo que ser liquidada a principios de los años noventa.
A partir del año 2003, hubo una creciente actividad cinematográfica gracias a la Ley de Cine, que permitió que en el país renacieran las iniciativas alrededor de la actividad cinematográfica, a través de la creación del Fondo para el Desarrollo Cinematográfico (FDC).

## Historia

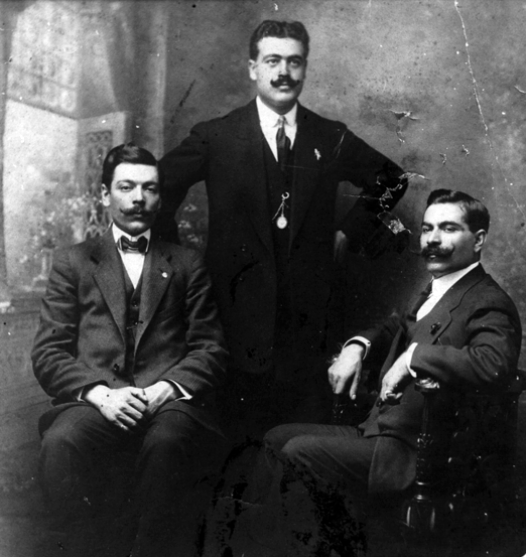
Hermanos Di Domenico, empresarios y realizadores de cine.

La historia del cine en Colombia inicia en 1897 cuando se registra la llegada del cinematógrafo al país. Solo dos años antes, el aparato de los Hermanos Lumière habría hecho su legendaria aparición pública en París y con la reciente euforia ocasionada alrededor del mundo por la aparición del invento, muchos camarógrafos extranjeros se volcaron con sus cámaras en busca de nuevos paisajes por descubrir, de esta forma se conoce que algunos incursionaron en territorio colombiano aquel año donde se realizaron exhibiciones inicialmente en Colón, que por entonces pertenecía a Colombia; de allí pasó a Barranquilla, luego a Bucaramanga para llegar más tarde a la capital Bogotá donde en agosto de ese mismo año fue presentado en sociedad en el Teatro Municipal, que estaba localizado en la carrera 8 y fue posteriormente demolido.

### Inicios
Poco después de la introducción del cine al país se desata la Guerra de los Mil Días por lo que las primeras producciones tienen que esperar hasta el fin del conflicto civil para salir a la luz. En un principio las producciones cinematográficas del país se limitaban a capturar paisajes y momentos de la vida nacional y la exhibición de películas extranjeras era dominada por los Hermanos Di Doménico propietarios del Salón Olympia de Bogotá, quienes también producirían la primera película documental "El drama del 15 de octubre" que narra el asesinato del general Rafael Uribe Uribe desatando una gran polémica.

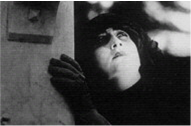
Fotograma de la película Bajo el cielo antioqueño (1924 -1925).

### El cine mudo
Durante los primeros años los realizadores de cine se dedicaban a hacer filmaciones de paisajes y reportajes noticiosos para su exhibición pública y solo hasta 1922, aparece el primer largometraje de ficción llamado La María (pelicula) (de la cual se conserva un segmento de 25 segundos en la Fundación Patrimonio Fílmico Colombiano),  dirigida por Máximo Calvo Olmedo,  un inmigrante español que trabajaba como distribuidor de cine en Panamá y fue contratado para viajar al Valle del Cauca,  donde realizaría el filme basado en la novela homónima del escritor vallecaucano Jorge Isaacs.
Otro de los pioneros del cine en Colombia fue Arturo Acevedo Vallarino un productor y director de teatro antioqueño que vivía de hacer obras de teatro en Bogotá, ante la crisis que se desató en esta actividad por la llegada del cine, Acevedo decidió fundar la compañía Acevedo e Hijos casa productora de mayor duración y continuidad dentro de la historia del cine colombiano con 23 años de existencia (1923 a 1946) siendo la única que sobreviviría a la crisis de los años 1930, dicha productora realizaría un primer largometraje en 1924 llamado "La tragedia del silencio" dirigido por el propio Arturo Acevedo quien en 1925 realizaría un segundo largometraje que es uno de los pocos que han sobrevivido dentro de los primeros años de la cinematografía en el país hasta nuestros días titulado Bajo el cielo antioqueño, el cual se realizó más como un capricho de la clase burguesa de la época, financiada por el magnate Gonzalo Mejía, que como una realización con pretensiones comerciales o artísticas aunque alcanzó una importante e inesperada aceptación del público; sin embargo el filme reflejaba el carácter de la época el cual venía presentado determinadas características comunes no solo en el cine sino en las demás artes a las cuales se les acusaba de presentar cierta despreocupación o evasión de la dura realidad por la que estaba atravesando el país que se recuperaba de devastadoras guerras civiles y de la pérdida del Canal de Panamá; en contraste a esto, las artes en general se preocupaban principalmente de tres aspectos algo superficiales: el paisajismo, el folclorismo y el nacionalismo, con algunas excepciones sobre todo en la literatura pero que no eran ajenas al cine a excepción de algunas películas como la vallecaucana  Garras de oro (1926) que abordaba el polémico tema de la separación de Panamá de Colombia en 1903 criticando el papel de Estados Unidos en la toma.

### Crisis de la década de 1930

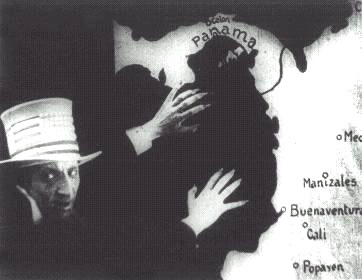
Fotograma de la película Garras de oro (1926).

Tras lo que parecía una floreciente industria, en el año 1928 la empresa Cine Colombia compró los estudios de los Hermanos Di Domenico cerrando los únicos laboratorios existentes en Colombia para dedicarse únicamente a la exhibición de películas extranjeras que le proporcionaban buenos dividendos con lo que se aniquiló de inmediato la producción nacional. Fue así como desde 1928 hasta 1940 en Colombia se produjo un solo largometraje con sonido óptico: Pereira es la que invita a su gran carnaval(1936), producido por la Casa Filmadora Venus en Medellín, Colombia y el film  Al son de las guitarras de Alberto Santana, que nunca fue estrenado. De este período sobreviven, no obstante, numerosos cortometrajes documentales o noticiosos realizados por Acevedo e Hijos como la película Los Primeros Ensayos del Cine Parlante (1937).
La transición del cine mudo al cine sonoro, que se inició en todo el mundo en 1927, agravó el atraso tecnológico que afectaba a los productores colombianos. El cine sonoro era mucho más costoso y complicado de hacer, y las compañías locales no estaban en condiciones de competir con las películas de Hollywood, que ofrecían a los distribuidores gran perfección técnica, taquilla confiable y precios muy bajos ya que la inversión se libra en el mercado estadounidense. A esto se suma la competencia del cine argentino y mexicano, que atravesaban sus "edades de oro". Sin embargo, fue ese mismo ejemplo de éxito de otros países latinoamericanos el que alentó a algunos empresarios a probar su suerte en la producción de cine colombiano. Entre 1941 y 1945 se estrenaron diez largometrajes de ficción colombianos, realizados por cuatro compañías:
Ducrane Films: Dirigida por Oswaldo Duperly, un empresario bogotano que había vivido en Estados Unidos. Empezaron en 1939 realizando cortos publicitarios y noticieros, para luego producir Allá en el Trapiche (1943), Golpe de Gracia (1944), y Sendero de Luz (1945).
Calvo Film Company:  Empresa vallecaucana, dirigida por el español Máximo Calvo, quien había llegado a Colombia en tiempos del cine silente para dirigir una adaptación de la novela María (1922). Realizó Flores del Valle (1941) y Castigo del Fanfarrón (1945)
Patria Films: Formada por los actores chilenos de la compañía de variedades Álvarez-Sierra. Participaron en Allá en el Trapiche, y produjeron Antonia Santos (1944), Bambucos y Corazones (1945), y El sereno de Bogotá (1945).
Cofilma: Compañía antioqueña formada por inversionistas locales. Produjeron Anarkos (1944) y La canción de mi tierra (1945)
El segundo gobierno de Alfonso López Pumarejo aprobó en 1942 la Ley Novena, que establecía exenciones arancelarias y de impuestos para fomentar la producción. Aunque esta ley no llegó a aplicarse efectivamente en beneficio de las compañías colombianas, sentó un precedente de (débil) protección estatal al cine. Todas las empresas terminaron en la quiebra y pasó una década antes de que alguien se arriesgara de nuevo a producir un largometraje.
La falta de oportunidades comerciales y apoyo estatal no impidió que en los años 1950 se ensayaran distintos modelos de producción. Uno de los más recordados es el cortometraje surrealista La langosta azul (1954), producido por un grupo de artistas de la Región Caribe entre quienes se contaban Gabriel García Márquez y Enrique Grau. Aunque estos artistas no siguieron trabajando en el medio cinematográfico, García Márquez continuaría colaborando más adelante en varios proyectos como guionista. Otro de los artistas que intentarían infructuosamente lograr desarrollar una carrera cinematográfica en el país fue el escritor Fernando Vallejo, quien durante la década de 1980 intentó realizar producciones cinematográficas que no solo no lograron apoyo estatal sino que fueron censuradas. A pesar de que Vallejo intentaba retratar en sus películas la problemática de la violencia nacional, tuvo que realizarlas en México.

### Cine de lapornomiseria

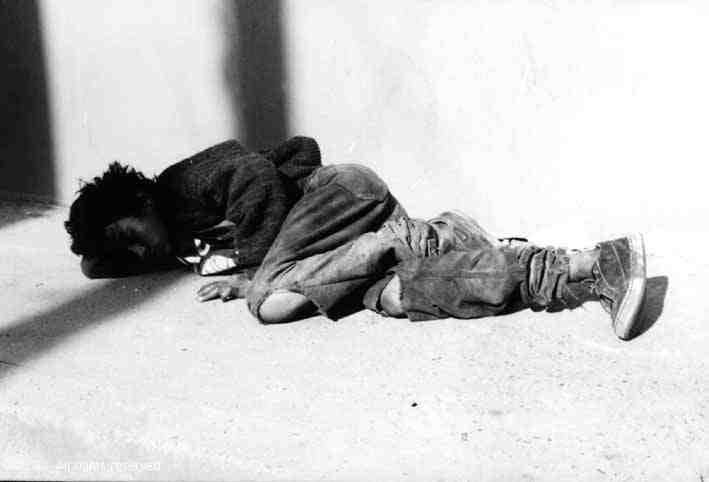
Niño de la calle, una de las típicas escenas aprovechadas por la pornomiseria en los años 1970.

El cine de la pornomiseria fue el término que se empleó por la crítica en Colombia durante los años 1970 para denominar a aquel cine que se valía de la pobreza y la miseria humana para hacer dinero y conseguir reconocimiento internacional. El término "pornomiseria" fue acuñado por el director argentino Luis Puenzo para criticar los excesos en la representación de la marginalidad en el cine latinoamericano.
Una de las películas más criticadas desde esta perspectiva fue Gamín, (1978) de Ciro Durán un documental sobre los niños de la calle que además de hacer tomas de la pobreza en la calle, se valía de la puesta en escena para recrear situaciones como la de niños robando radios de automóviles. Quienes encabezaron la crítica contra esta forma de hacer cine fueron los integrantes del autodenominado Grupo de Cali, los reconocidos cineastas Carlos Mayolo y Luis Ospina. Ellos realizaron, entre otros,  el falso documental Agarrando pueblo,  donde hacían una sátira de la pornomiseria.

### FOCINE
El 28 de julio de 1978 por medio del decreto 1924 nace la Compañía de Fomento Cinematográfico FOCINE para administrar el Fondo de Fomento Cinematográfico que había sido creado un año antes. FOCINE era una entidad adscrita al Ministerio de Comunicaciones que permitió que en aproximadamente 10 años se realizaran con apoyo estatal 29 largometrajes y un buen número de cortometrajes y documentales, sin embargo las dificultades administrativas malograron la iniciativa y FOCINE tuvo que ser liquidada en el año de 1993.
Dentro de este periodo se destacaron las producciones de Carlos Mayolo, por su aporte a la renovación de la estética y el lenguaje visual del cine nacional así como las comedias de Gustavo Nieto Roa que a pesar de ser consideradas por la crítica como películas de pocas pretensiones artísticas lograban importantes ingresos en taquilla al adaptar la fórmula del cine mexicano que apelaba a los elementos populares.

## Años 1990
Durante la última década del siglo XX tras la pérdida del apoyo estatal con la liquidación de FOCINE, los realizadores del país volcaban sus esperanzas en las coproducciones con países europeos y el capital privado que muy pocas veces invertía en dichos proyectos; siendo ejemplo de esto La gente de la Universal, sin embargo se lograron realizar algunas películas destacadas como lo fueron las producciones del cineasta Sergio Cabrera cuya película La estrategia del caracol cosechó varios premios internacionales lo que provocó una gran interés del público del país superando, como pocas películas nacionales, el millón y medio de espectadores, por otro lado el cineasta Víctor Gaviria se destacó por sus películas de corte social que escandalizaron a algunos sectores de la opinión pública por mostrar la realidad de la vida de los niños de la calle como lo fue el caso de la premiada película la vendedora de rosas.

## Años 2000
Para el siglo XXI se incrementó la producción nacional gracias a la ley de cine, aprobada en 2003, en este periodo se realizaron diferentes producciones que despertaron el interés del público local, como fue el caso de Soñar no cuesta nada de Rodrigo Triana, una producción que alcanzó cerca de un millón doscientos mil espectadores o El colombian dream de Felipe Aljure, que destacó por sus innovaciones técnicas y narrativas. Algunos críticos consideraron este periodo como el «renacimiento del cine colombiano» y la más clara posibilidad en toda su historia de tener una industria consolidada. En 2016 por primera vez el cine colombiano recibió una nominación al Óscar a la mejor película internacional en la edición número 88 de los premios con la película El abrazo de la serpiente del director colombiano Ciro Guerra.

### Ley de cine
La Ley 814 de 2003, conocida como Ley del Cine fue aprobada en segundo debate en la plenaria del senado, por lo cual: "se dictan normas para el fomento de la actividad cinematográfica en Colombia", por medio de cobro de impuestos a distribuidores, exhibidores y productores de cine, cuyo recaudo estará destinado a apoyar a realizadores de largometrajes, cortometrajes y documentales, así como proyectos de formación de públicos. Dichos fondos son administrados por El Fondo Mixto de Promoción Cinematográfica PROIMAGENES en Movimiento. Gracias a esta ley durante la primera década del siglo XXI la producción cinematográfica aumentó significativamente.

## Proyección internacional

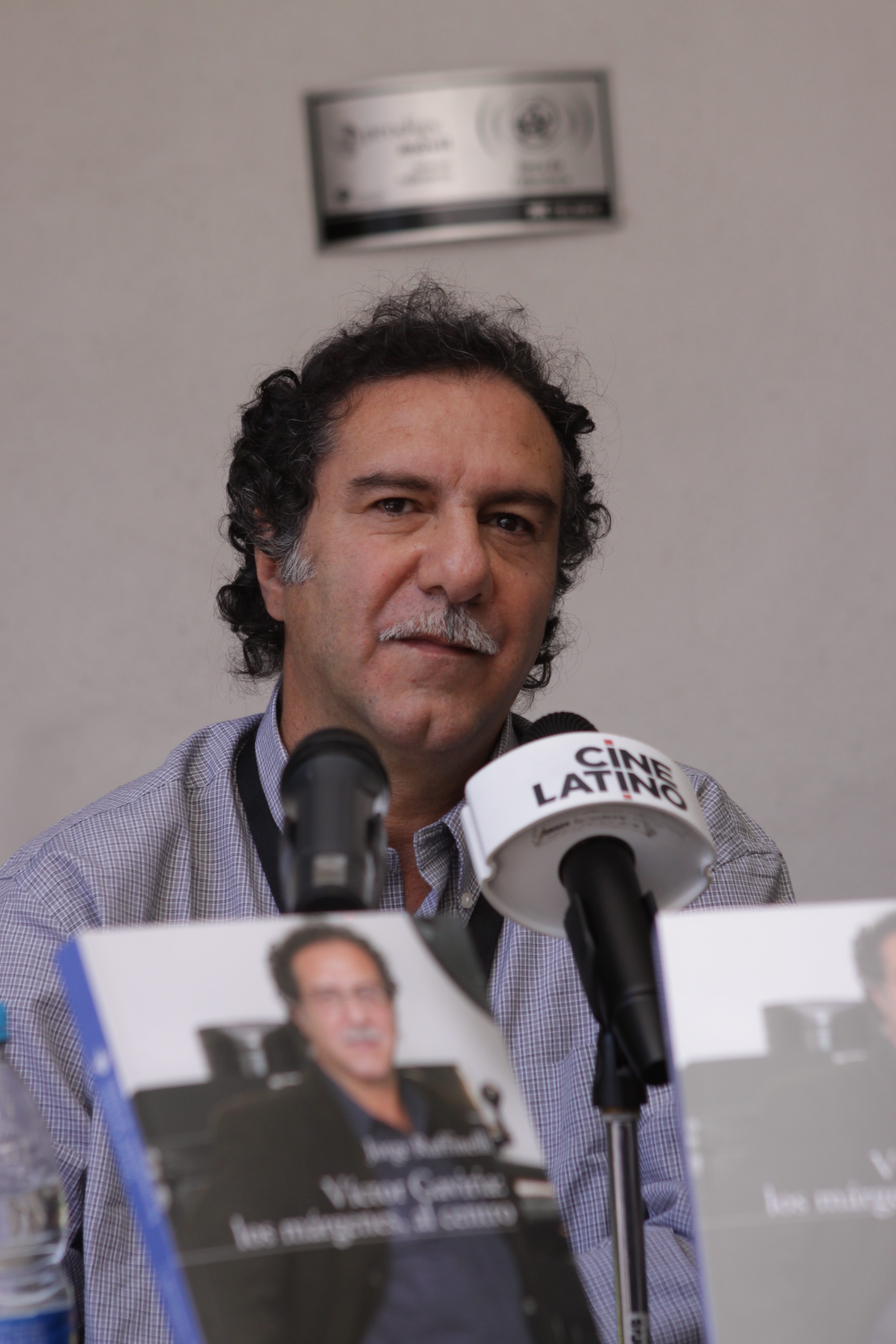
Victor Gaviria logró tener dos películas nominadas a la Palma de Oro en Cannes.

El cine colombiano ha tenido una muy escasa presencia en escenarios internacionales, sin embargo algunos documentales de los años 1970 lograron cierto reconocimiento, tal es el caso de Chircales (1972), de Marta Rodríguez y Jorge Silva que logró varios premios internacionales. En el cine argumental se han alcanzado algunos reconocimientos en el exterior especialmente en los años 1990 cuando el director Sergio Cabrera logró varios premios con sus películas, destacándose La estrategia del caracol (1994), mientras que el cineasta Víctor Gaviria logró que sus películas Rodrigo D: No futuro (1990), y La vendedora de rosas (1998), ganaran numerosos premios de prestigio internacional y llegaron a ser nominadas a la Palma de Oro en el Festival de Cine de Cannes. En los años 2000 se destacó la participación de la actriz Catalina Sandino Moreno en la coproducción colombo-estadounidense María llena eres de gracia, papel que le valió el Oso de Plata a la mejor interpretación femenina en el Festival Internacional de Cine de Berlín de 2004, premio que compartiría con la actriz sudafricana Charlize Theron por su interpretación en Monster y, ese mismo año, una nominación al premio Oscar a la mejor actriz. Otro logro internacional para el cine colombiano vino de parte de la película Al final del espectro dirigida por Juan Felipe Orozco, ya que a pesar de que esta ha tenido una difusión a nivel nacional principalmente, fue vista por algunos empresarios de Universal Pictures quienes se interesaron por la cinta y realizan una adaptación. Igualmente se destacó la película dirigida por Carlos Moreno, Perro come perro, por ser seleccionada para el Festival de Cine de Sundance. Directores colombianos como Ciro Guerra "Los viajes del viento" y Rubén Mendoza "La cerca", han recibido reconocimiento en el Festival de Cine de Cannes. Adicionalmente el director César Acevedo, ganó el premio de la Cámara de Oro en el mismo festival, por su película La tierra y la sombra.
En el año 2016, la película El abrazo de la serpiente, logró ser nominada al premio a Mejor Película Internacional en los Premios Óscar, aunque no logró ganar la estatuilla.
En el año 2021, la película el olvido que seremos, fue nominada a los premios Goya de España (los premios más importantes del cine en español) a mejor película iberoamericana, ganando el premio y convirtiéndose en la primera película colombiana en ganar un premio Goya a mejor película iberoamericana.

## Cine documental

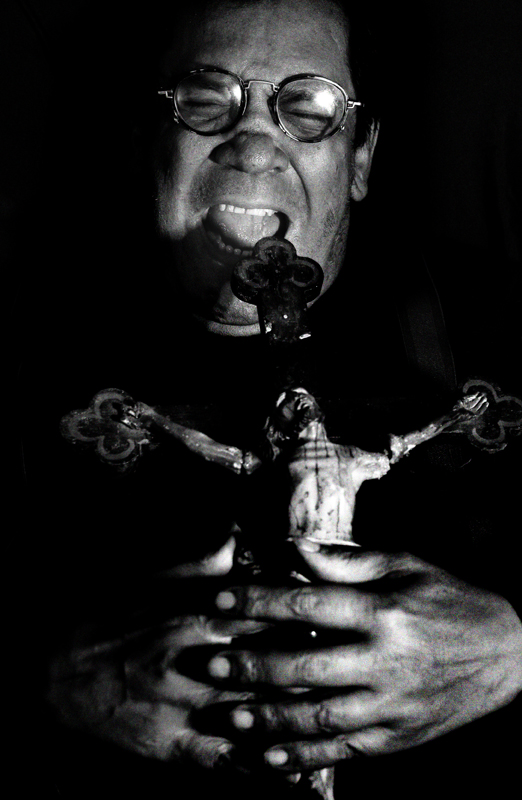
Carlos Mayolo hizo parte del llamado "Grupo de Cali".

La producción documental en Colombia ha sido variada y de calidad. Sin embargo no ha sido ampliamente difundida por las barreras que impone la industria cinematográfica en cuando a la exhibición y distribución del material. Son pocos los espectadores interesados en acercarse a este material audiovisual.
Durante la década de 1970, en la ciudad de Cali se vivió un gran "boom" no solo referente al cine sino a las artes en general, allí nació el llamado Grupo de Cali o Caliwood, haciendo referencia a Hollywood, del cual harían parte Carlos Mayolo, Luis Ospina, Andrés Caicedo, Oscar Campo entre otros documentalistas y cineastas que retrataron en imágenes en movimiento una ciudad y unas realidades particulares. Al mismo tiempo documentalistas cómo Marta Rodríguez y Jorge Silva registraban un sinfín de imágenes documentales que, acercándose a la antropología, retrataban formas de vida y realidades desconocidas para muchos.

## Cine de animación
La realización de cine de animación en Colombia, como en el resto de América Latina ha presentado un desarrollo irregular y escaso y es solo hasta los años recientes donde la animación empieza a cobrar importancia. Las primeras iniciativas en el país se generaron alrededor de los años 1970 especialmente en la producción de comerciales de televisión, sin embargo fue a finales de esta década que surge la figura del cineasta Fernando Laverde quien de manera empírica y con escasos recursos se convierte en el pionero del Stop Motion en Colombia realizando diferentes cortos de animación que obtienen reconocimientos nacionales e internacionales. Para los años 1980, el bogotano Carlos Santa explora el mundo de la animación cinematográfica a través de las artes plásticas realizando en 1988 con el apoyo de FOCINE la película El pasajero de la noche y en 1994 estrena en el Festival de Cine de Caracas La selva oscura, películas que recibieron importantes reconocimientos por su nivel artístico y narrativo. En la primera década del siglo XXI se genera una gran actividad dentro de la animación en Colombia gracias al interés de las nuevas generaciones por esta actividad y al desarrollo de la tecnología; en 2003 nace el festival de animación y videojuegos LOOP donde se fomenta y premia el trabajo de los animadores colombianos y latinoamericanos.

## Festivales

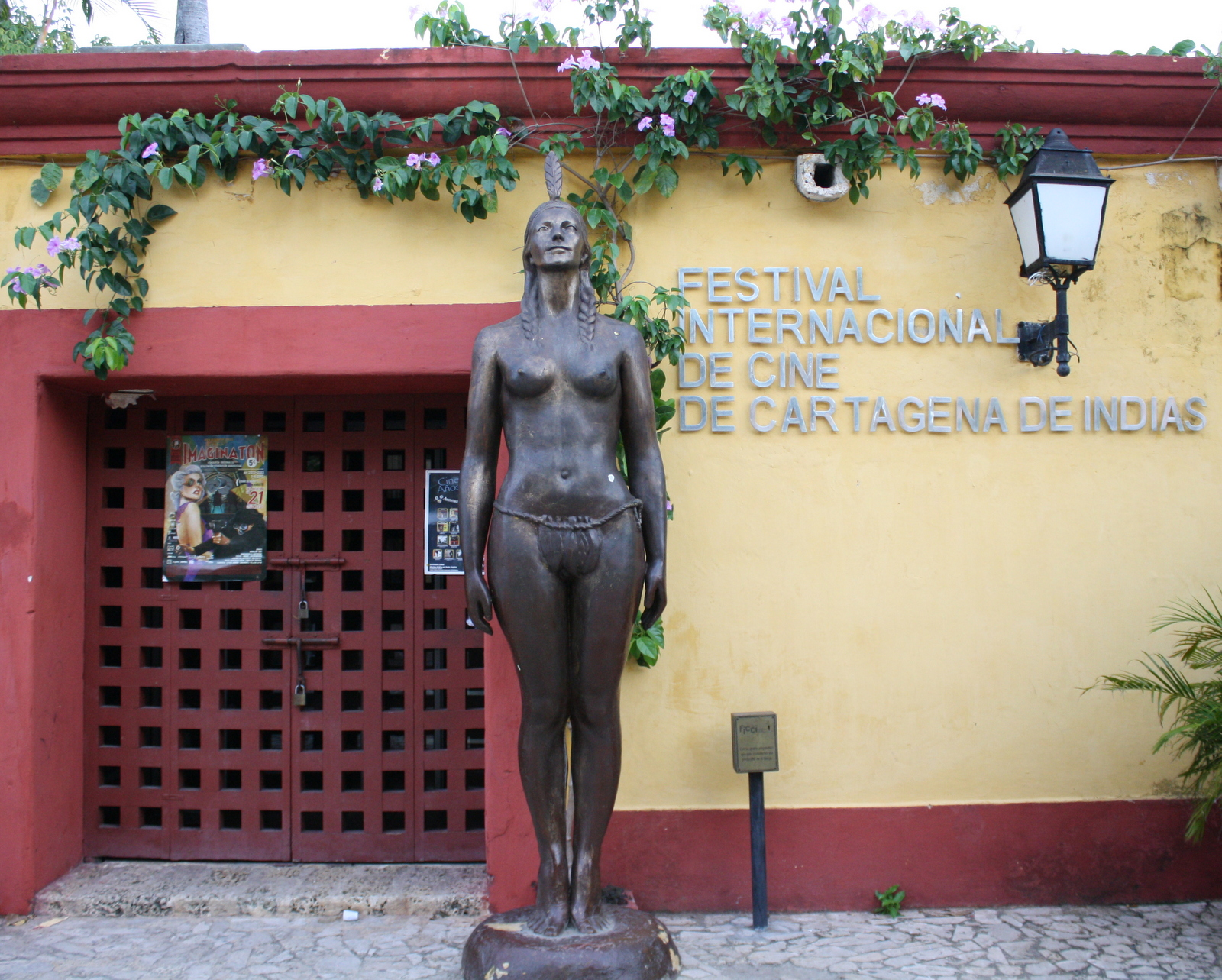
Festival de cine de Cartagena.

El país cuenta con diferentes festivales de nivel nacional e internacional, dentro de los que se destacan el Festival internacional de cine de Cartagena que se lleva a cabo desde de 1972 en la ciudad de Cartagena de Indias y cada año se encarga de premiar producciones de cine Iberoamericano entregando a los ganadores la estatuilla denominada India Catalina y el Festival de cine de Bogotá cuya primera edición fue en 1984 y está especializado en premiar con el "Círculo Precolombino" a nuevos directores a nivel mundial.

## Exhibición y distribución
Según el Fondo Mixto de Promoción Cinematográfica, en Colombia existen 5 grandes exhibidores de cine comercial:
- Cine Colombia
- Cinemark Colombia (filial de la compañía estadounidense Cinemark)
- Cinépolis (empresa mexicana)
- Procinal
- Royal Films
- Cinema Films

Además de las grandes empresas comerciales, existen varios exhibidores de cine independiente entre los que se destacan Babilla Cine, el Cine Club el Muro, Cine Tonalá, la Cinemateca Distrital (las tres en Bogotá) y la Sala de Cine Los Acevedos del Museo de Arte Moderno de la capital, así como otros cineclubes en diferentes ciudades del país.

### Estrenos en Colombia
La siguiente tabla presenta las estadísticas comparativas de los estrenos del cine nacional frente al cine extranjero a nivel nacional, publicadas por el Fondo Mixto de Promoción Cinematográfica, (Proimagenes en movimiento), con base en las siguientes fuentes:
- 1993 - 1999, "Impacto del sector fonográfico sobre la economía colombiana: situación actual y perspectivas" Zuleta, Jaramillo, Reina, Fedesarrollo, 2003.
- 2000 - 2006, Dirección de Cinematografía, Cinecolombia

| Año  | Estrenos colombianos | Estrenos extranjeros | Total estrenos | Porcentaje de estrenos colombianos |
| ---- | -------------------- | -------------------- | -------------- | ---------------------------------- |
| 1993 | 2                    | 274                  | 276            | 0.72%                              |
| 1994 | 1                    | 267                  | 268            | 0.37%                              |
| 1995 | 2                    | 249                  | 251            | 0.805                              |
| 1996 | 3                    | 270                  | 273            | 1.10%                              |
| 1997 | 1                    | 251                  | 252            | 0.40%                              |
| 1998 | 4                    | 237                  | 241            | 1.7%                               |
| 1999 | 3                    | 243                  | 246            | 1.2%                               |
| 2000 | 4                    | 200                  | 204            | 2.0%                               |
| 2001 | 7                    | 196                  | 203            | 3.4%                               |
| 2002 | 4                    | 176                  | 180            | 2.2%                               |
| 2003 | 5                    | 170                  | 175            | 2.9%                               |
| 2004 | 8                    | 159                  | 167            | 4.8%                               |
| 2005 | 8                    | 156                  | 164            | 4.9%                               |
| 2006 | 8                    | 154                  | 162            | 5.0%                               |
| 2007 | 10                   | 188                  | 198            | 5.1%                               |
| 2008 | 13                   | 187                  | 200            | 6.5%                               |
| 2009 | 12                   | 202                  | 214            | 5.6%                               |
| 2010 | 10                   | 186                  | 196            | 5.1%                               |
| 2011 | 18                   | 170                  | 188            | 9.6%                               |
| 2012 | 23                   | 167                  | 190            | 12.1%                              |
| 2013 | 17                   | 210                  | 227            | 7.5%                               |
| 2014 | 28                   | 218                  | 246            | 11.4%                              |
| 2015 | 36                   | 266                  | 302            | 11.9%                              |
| 2016 | 41                   | 230                  | 271            | 15.1%                              |
| 2017 | 44                   | 226                  | 270            | 16.3%                              |
| 2018 | 39                   | 282                  | 321            | 12.2%                              |

## Nominaciones colombianas a los Premios Óscar

### Premios Óscar
| Ceremonia     | Filme (año)                        | Persona                 | Categoría                          | Resultado |
| Edición (año) | Filme (año)                        | Persona                 | Categoría                          | Resultado |
| ------------- | ---------------------------------- | ----------------------- | ---------------------------------- | --------- |
| 77.ª (2004)   | María, llena eres de gracia (2004) | Catalina Sandino Moreno | Mejor actriz                       | Nominada  |
| 80. ª (2007)  | La Corona (2007)                   | Isabel Vega             | Mejor documental corto             | Nominada  |
| 88.ª (2015)   | El abrazo de la serpiente (2015)   | Ciro Guerra             | Mejor película de habla no inglesa | Nominada  |